# Dermatofibroom
Dermatofibroom (benigne fibreus histiocytoom) is een goedaardig, veelvoorkomend type gezwel in de huid, voornamelijk gelokaliseerd aan armen en benen, vaak bij jonge vrouwen aan de onderbenen. Het zijn vast aanvoelende, vaak wat koepelvormige verheven zwellinkjes die in de huid verankerd zijn, vaak met een huidkleurig, soms wat ruw oppervlak (hyperkeratose) en omgeven door een gele tot bruine verkleuring van de huid (perifere hyperpigmentatie). Ze zijn meestal kleiner dan 1 cm, en komen vaker bij vrouwen dan bij mannen voor.
Histologisch gaat het om een ophoping van histiocyten in de lederhuid, met toename van bindweefsel.
Dermatofibromen zijn volmaakt onschuldig, en hebben geen relatie met huidkanker. Er is geen behandeling nodig, maar ze zullen niet spontaan verdwijnen. Eventueel kunnen ze verwijderd worden door excisie. Ze keren echter weleens terug. Bovendien kan een ontsierend litteken ontstaan ten gevolge van de excisie.